# 1759 Kienle
1759 Kienle este un asteroid din centura principală, descoperit pe 11 septembrie 1942, de Karl Reinmuth.